# 윤두현
윤두현(尹斗鉉, 1961년 5월 12일~)는 대한민국의 언론인 출신 정치인으로, 제21대 국회의원이다. 본관은 파평(소정공파)이고, 경상북도 경산시 출생이다.
제21대 총선에서 미래통합당의 공천을 받아 경산시에 출마하여 당선되었으나, 전임 국회의원 최경환이 제22대 총선 무소속 출마를 선언하자 제22대 총선 불출마를 선언했다.

## 학력
- 중앙국민학교 졸업
- 경산중학교 졸업
- 심인고등학교 졸업
- 경북대학교 인문대학 영어영문학 학사
- 건국대학교 행정대학원 행정학 석사

## 경력
- 1988~1994: 서울신문 기자
- 1994: YTN 기자
- 2004.05~2005.04: YTN 보도국 국제부 부장
- 2005.04~2005.10: YTN 보도국 제작팀 팀장
- 2005.10~2006.04: YTN 미디어국 해외사업팀 팀장
- 2006.04~2008.08: YTN 홍보심의팀 팀장
- 2008.08~2010.12: YTN 보도국 정치부 부장
- 2010.12~2011.11: YTN 보도국 편집부 부장
- 2011.11~2013.03: YTN 보도국 국장
- 2013.03~2014.06: 디지털YTN→YTN플러스 대표이사 사장
- 2013.09~2014.05: 금오공과대학교 정책자문단 자문위원
- 2014.06~2015.02: 대통령비서실 홍보수석비서관
- 2015.03~2015.12: 한국케이블TV방송협회(KCTA) 회장
- 2015.12~2016.03: 제20대 국회의원 선거 대구 서구 새누리당 국회의원 예비후보
- 2017.03~2020.01: 국민대학교 행정대학원 특임교수
- 2017.12~2018: 자유한국당 윤리특별위원회 윤리위원
- 2018.03~2018.05: 제7회 전국동시지방선거 자유한국당 중앙당 공천관리위원회 공천관리위원
- 2019.02~2020.02: 자유한국당 경상북도당 경산시 당원협의회 위원장
- 2019.02~2020.02: 자유한국당 황교안 당대표 특보
- 2020.02~2020.04: 미래통합당 황교안 당대표 특보
- 2020.02~2020.09: 미래통합당 경상북도당 경산시 당원협의회 위원장
- 2020년 4월 15일: 대한민국 제21대 국회의원 선거 당선(경북 경산시, 미래통합당, 초선)
- 2020.09~2024.01: 국민의힘 경상북도당 경산시 당원협의회 위원장
- 2020.09 : 국민의힘 포털공정대책 특별위원회 위원
- 2020.09: 국민의힘 호남 동행 국회의원 발대식 명예의원(전라남도 신안군)
- 2020.10: 국민의힘 약자와의 동행 위원회 입법동행분과 위원
- 2020.10 : 국민의힘 미디어특별위원회 위원장
- 2021.07: 국민의힘 김원웅 광복회장 독립유공자 유족 참칭 의혹 진상규평 TF
- 2021.07: 국민의힘 천안함 생존 장병 및 유가족 지원 TF 위원
- 2021.07: 국민의힘 대외협력위원회 부위원장
- 2021.08~2022.09: 국민의힘 미디어대책특별위원회 위원장
- 2021.09: 국민의힘 공명선거추진단 네거티브대응팀장
- 2021.12~2022.01: 제20대 대통령 선거 국민의힘 살리는 선거대책위원회 정책총괄본부 민생회복정책추진단 시민과 함께하는 미디어정책 추진본부장
- 2021.12~2022.01: 제20대 대통령 선거 국민의힘 살리는 선거대책위원회 윤석열 대통령 후보 직속 전략자문위원회 위원
- 2021.12~2022.03: 제20대 대통령 선거 국민의힘 경북을 살리는 선거대책위원회 선거대책본부장
- 2022.01~2022.03: 제20대 대통령 선거 국민의힘 윤석열 대통령 후보 정책본부 민생회복정책추진단 시민과 함께하는 미디어정책 추진본부장
- 2022.03~2022.05: 제8회 전국동시지방선거 국민의힘 경상북도당 공천관리위원회 부위원장
- 2022.04~2023.04: 국민의힘 원내부대표
- 2022.04~2023.06: 국민의힘 전국위원회부의장
- 2022.08~2022.12: 국민의힘 전국위원회 의장 직무대행 겸 상임전국위원회 의장 직무대행
- 2022.09~2022.09: 국민의힘 원내대표와 국회 운영위원장 선출을 위한 선거관리위원회 위원
- 2022.09: 국민의힘 ICT미디어진흥특별위원회 위원장
- 2022.09: 국민의힘 MBC 편파조작방송 진상규명 TF 위원
- 2022.10~2022.10: 국민의힘 당 국회부의장 후보자 선출 선거관리위원회 위원
- 2022.12~2022.12: 국민의힘 당 상임위원장 후보자 선출 선거관리위원회 위원
- 2023.03~2023.04: 국민의힘 원내대표와 국회 운영위원장 선출을 위한 선거관리위원회 위원
- 2023.06~2023.10: 국민의힘 정책위원회 산하 미디어정책조정특별위원회 위원장
- 2023.06~2023.10: 국민의힘 정책위원회 산하 가짜 상품과 가짜 뉴스, 가짜 후기, 정부 정책 서비스를 가장한 광고 등으로 논란을 빚은 거대 포털의 독과점 폐해를 시정할 법·제도를 마련할 포털TF 공동위원장
- 2023.06: 국민의힘 학교 교육 및 대학입시 정상화 특별위원회 위원
- 2023.06: 국민의힘 과학기술정보방송통신위원회 위원
- 2023.07: 국민의힘 약자와의동행위원회 교육문화분과 위원
- 2023.09~2023.10: 국민의힘 대선 공작 게이트 진상조사단 위원
- 2023.11: 국민의힘 미디어 커뮤니케이션 특별위원회 위원장
- 2024.11~: 제8대 그랜드코리아레저 사장

## 의정 활동
- 2020.05~2024.05: 제21대 국회의원(경북 경산시, 미래통합당→국민의힘, 초선)
  - 2020.07~2022.05: 제21대 국회 전반기 정무위원회 위원
  - 2020.07~2024.05: 국회 포스트코로나 경제연구포럼 구성의원
  - 2020.07~2024.05: 모빌리티 포럼 구성의원
  - 2021.07~2022.05: 제21대 국회 전반기 예산결산특별위원회 위원
  - 2021.11~2022.05: 제21대 국회 언론미디어제도개선 특별위원회 위원
  - 2022.05~2022.05: 제21대 국회 전반기 국회운영위원회 위원
  - 2022.07~2022.10: 제21대 국회 후반기 국회운영위원회 위원
  - 2022.07~2024.05: 제21대 국회 후반기 과학기술정보방송통신위원회 위원
    - 제21대 국회 후반기 과학기술정보방송통신위원회 안건조정위원회 위원
    - 제21대 국회 후반기 과학기술정보방송통신위원회 정보통신방송법안심사소위원회 위원
    - 제21대 국회 후반기 과학기술정보방송통신위원회 예산결산심사소위원회 위원

  - 2022.07~2022.07: 제21대 국회 후반기 예산결산특별위원회 위원
  - 2022.08~2022.11: 제21대 국회 대법관(오석준) 임명 동의에 관한 인사청문특별위원회 위원
  - 2022.11~2023.04: 제21대 국회 후반기 국회운영위원회 위원

## 역대 선거 결과
| 실시년도 | 선거   | 대수 | 직책     | 선거구      | 정당       | 득표수    | 득표율          | 순위 | 당락 | 비고 |
| -------- | ------ | ---- | -------- | ----------- | ---------- | --------- | --------------- | ---- | ---- | ---- |
| 2020년   | 총선   | 21대 | 국회의원 | 경북 경산시 | 미래통합당 | 88,684 표 | \| \| 63.75% \| | 1위  |      | 초선 |
|          | 63.75% |      |          |             |            |           |                 |      |      |      |

## 같이 보기
- 경산시 (선거구)
- 경산시의 국회의원
- 대한민국의 대통령비서실 수석비서관